# Toña de repulgo
La toña de repulgo és un producte de reposteria típic de la comarca del Baix Segura, al País Valencià. És un dolç que es cuina per Nadal.
La toña, a diferència de la tonya de les comarques veïnes, és plana, semblant a una galeta. Com a tret característic, a les vores hi ha el repulgo, un doblegat que es fa manualment a la massa. Els seus ingredients són farina, oli, anís, sucre i mel. L'oli calent es mescla amb la farina, el sucre i el raig d'anís, i després es treballa la massa dins donar-li la textura, abans que es refrede. Posteriorment, es forneja a foc lent i es dona un bany en mel, també escalfada.